# Phryxe prarensis
Phryxe prarensis là một loài ruồi trong họ Tachinidae.